# Sonata Pastoralna

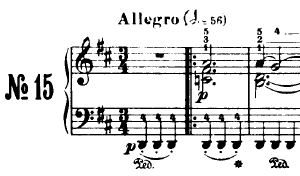
Początek Sonaty op. 28

Sonata fortepianowa nr 15 D-dur op. 28 Ludwiga van Beethovena, nazywana Pastoralną, została wydana w roku 1801 i zadedykowana hrabiemu Josephowi von Sonnenfelsowi. Przydomek sonaty (co typowe w przypadku dzieł Beethovena) nie pochodzi od autora, lecz od wydawcy utworu, A. Cranza.

## Części utworu
Sonata składa się z czterech części. 
1. Allegro
2. Andante
3. Scherzo e trio. Allegro vivace
4. Rondo. Allegro non troppo

Przeciętny czas wykonania dzieła to ok. 25 minut.